# 戦備等級 (中国人民解放軍)
戦備等級（せんびとうきゅう）は、中国人民解放軍の戦闘準備状況の測定方法である。低から高まで4級戦備、3級戦備、2級戦備、1級戦備に分けられている。等級により軍のとる行動が異なる。
人民解放軍の戦備等級は、中華人民共和国の戦備等級の一つのサブシステムである。その他のサブシステムは、3つの等級に分けられる中国公安消防部隊戦備等級および中国民兵戦備等級である。

## 等級の測定
中国人民解放軍の戦備等級は4つの等級に分けられ、異なる等級は人民解放軍がとるべき措置と行動を明確に示している。これらの措置と行動はまた、等級とともに増加する。中華人民共和国国防部は、外国の軍事行動とその規模、中華人民共和国への影響の大きさ、また中国を攻撃する可能性に応じて等級を上げるか下げるかを決定する。
異なる地域の部隊や異なる軍種の部隊は、異なる戦闘準備状況を維持することができる。中国本土に対する外国の軍事行動の影響が、特定の地域や特定の局面に限定される可能性があるためである。
戦備等級が要求する人民解放軍によって実施される措置や行動は、非常に基本的なものであり得る。たとえば、戦闘準備状況の検査を実施する、パトロールを強化する、また通信を維持するなど。しかし、これらの措置や行動は必要に応じて非常に厳しくなる可能性があり、軍隊の緊急な拡張、戦闘準備などが含まれる。
人民解放軍の戦備等級の4つのレベルは: 
| 戦備等級 | 条件                                                                         | 状態               | 行動 |
| -------- | ---------------------------------------------------------------------------- | ------------------ | --- |
| 1級戦備  | 国際情勢は非常に緊張しており、外国が中国と戦争を起こす可能性は非常に高い     | 戦争準備状態に入る | 当直人員を常時に配置し、偵察を強化する。軍を緊急に拡張し、すべての予備役を動員する。武器の使用を準備し、陣地を強化する           |
| 2級戦備  | 国際情勢はかなり緊張しており、外国の軍事行動は中国に直接的な影響を与えている | 戦備動員状態に入る | 当直人員を配置し、通信を強化し、偵察を拡大する。軍を拡張し、予備役の動員に備える。戦備物資を用意し、陣地を設置し、臨戦訓練を行う |
| 3級戦備  | 国際情勢は緊張しており、外国の軍事行動は中国に間接的な影響を与えている       | 戦備動員状態に入る | 当直人員が待機状態に入る、通信を強化し、偵察を実施する。軍事施設への交通を制限する。軍の拡張、戦備物資、陣地の設置を用意する     |
| 4級戦備  | 外国が大規模な軍事行動を行って、中国に影響を与える可能性がある               | 通常状態を維持する | 当直を調整し、戦闘準備検査状況のを実施する。パトロールと国境警備を強化し、通常の通信を維持する                                   |

外国の大規模な軍事作戦がない場合、人民解放軍は戦備等級を使用せず、通常の状態を維持する。平時には、人民解放軍は追加の措置を講ずる必要はなく、通常の操作を維持する。通常の状況下では、戦備等級は徐々に増加するだけである。しかし、特定の特殊な状況下では、人民解放軍の戦備等級は必ずしも段階的に増加するとは限らず、例えば4級戦備が飛躍的に1級戦備へと上げられることも可能である。